# Castell de Vivers

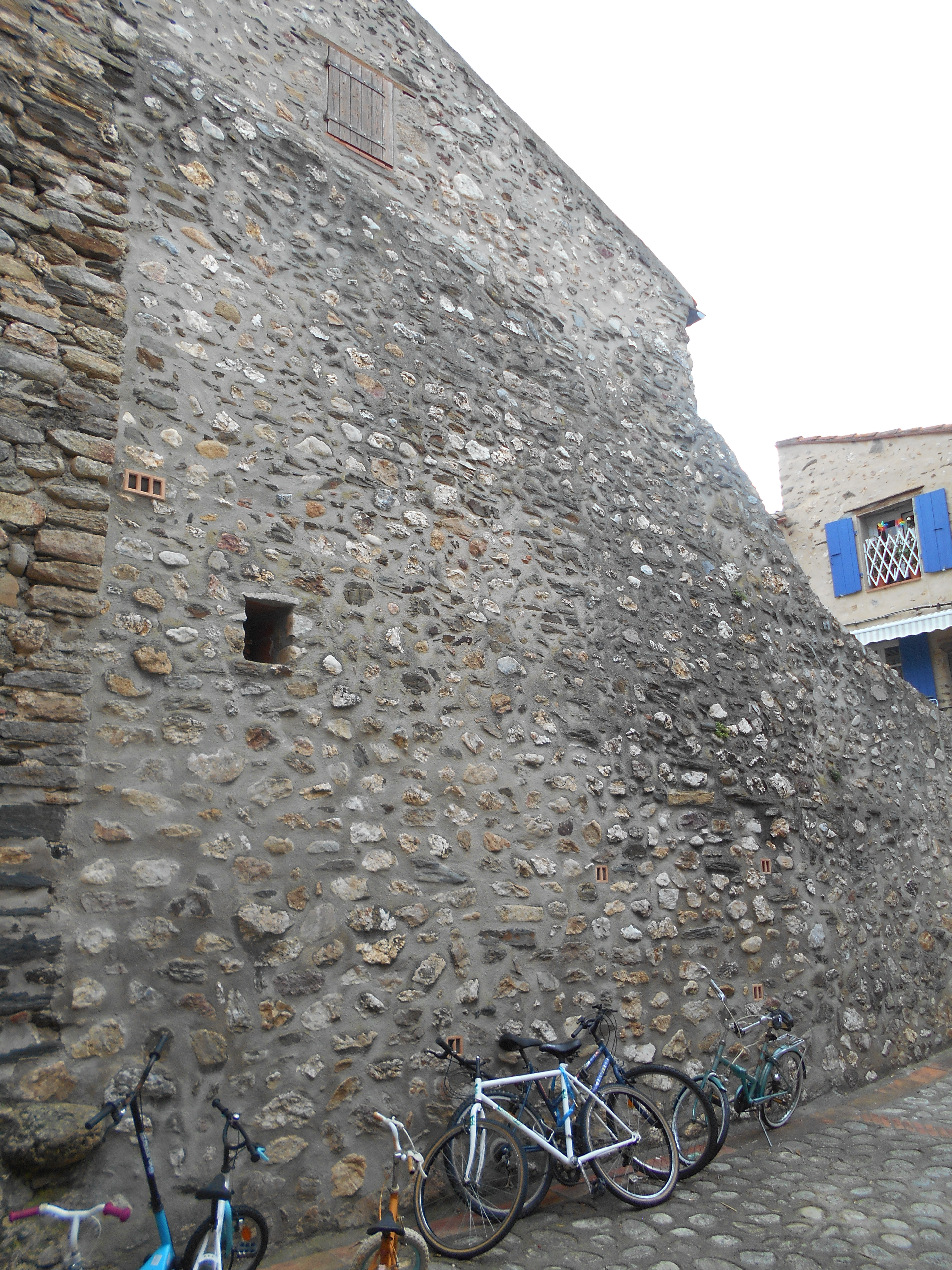
Paret que resta del Castell de Vivers

El Castell de Vivers era un castell medieval d'estil romànic del segle x situat en el poble de Vivers, de la comuna del mateix nom, a la comarca del Rosselló (Catalunya Nord), al límit amb la del Vallespir.
El castell, quasi del tot desaparegut, era en el punt més alt del poble vell de Vivers, integrat en la mateixa cellera primigènia d'aquest poble.

## Característiques
En l'actualitat les escadusseres restes del Castell de Vivers són uns panys de paret integrats en les cases de la part més enlairada del poble.